# 살찐꼬리뛰는쥐속
살찐꼬리뛰는쥐속 또는 살찐꼬리날쥐속(Pygeretmus)은 뛰는쥐과에 속하는 설치류 속 분류군이다. 3종으로 이루어져 있다.

## 특징
꼬리 길이 78~185mm를 제외한 몸길이가 75~125mm인 작은 설치류로 몸무게는 61g이다.

## 분포
중앙아시아의 카자흐스탄부터 중국 북서부 지역에 널리 분포한다.

## 하위 종
- 작은살찐꼬리뛰는쥐 또는 작은살찐꼬리저보아 (Pygeretmus platyurus)
- 난쟁이살찐꼬리뛰는쥐 또는 난쟁이살찐꼬리저보아 (Pygeretmus pumilio)
- 큰살찐꼬리뛰는쥐 또는 큰살찐꼬리저보아 (Pygeretmus shitkovi)